# Guía de Isora

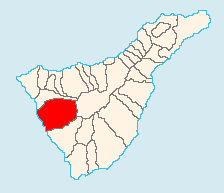
Localização de Guía de Isora

Guía de Isora é um município da Espanha na província de Santa Cruz de Tenerife, comunidade autónoma das Canárias. Tem 143,4 km² de área e em 2021 tinha 21 827 habitantes (densidade: 152,2 hab./km²).

## Demografia
| Variação demográfica do município entre 1991 e 2004 | Variação demográfica do município entre 1991 e 2004 | Variação demográfica do município entre 1991 e 2004 | Variação demográfica do município entre 1991 e 2004 |
| --------------------------------------------------- | --------------------------------------------------- | --------------------------------------------------- | --------------------------------------------------- |
| 1991                                                | 1996                                                | 2001                                                | 2004                                                |
| 11915                                               | 12560                                               | 14982                                               | 17816                                               |

|                         | Norte: Santiago del Teide |                  |
| Oeste: Oceano Atlântico | Guía de Isora             | Este: La Orotava |
|                         | Sul: Adeje                |                  |